# Cucal del Senegal
El cucal del Senegal (Centropus senegalensis) és una espècie d'ocell de la família dels cucúlids (Cuculidae) que habita matolls de la zona del Delta del Nil i l'Àfrica Subsahariana, des del sud de Mauritània cap a'est fins a Etiòpia i Eritrea, cap al sud fins al golf de Guinea, nord d'Angola i de Tanzània, i a Zàmbia, Zimbàbue i nord de Botswana.